# Омельченко Вадим Володимирович
Вади́м Володи́мирович Оме́льченко (нар. 30 липня 1963, Дніпропетровськ, Українська РСР) — український політичний діяч, засновник і президент Інституту Горшеніна. Заслужений юрист України. Надзвичайний і Повноважний Посол України у Французькій Республіці (з 2020) та, за сумісництвом, Надзвичайний і Повноважний Посол України в Князівстві Монако (з 2021). Постійний представник України при ЮНЕСКО за сумісництвом (з 2020).

## Життєпис
Закінчив Національну юридичну академію ім. Ярослава Мудрого, за спеціальністю — правознавець. Заслужений юрист України.
Проходив службу в органах внутрішніх справ на посадах оперативного складу.
У 1996—1998 рр. — керівник групи радників віце-прем'єр-міністра України з економічних реформ Сергія Тігіпка.
У 2000—2006 рр. — віцепрезидент корпорації «Інтерпайп».
У 2005—2006 рр. та 2008—2009 рр. — радник спікерів Верховної Ради України, також обіймав посаду консультанта парламентського комітету з питань боротьби з організованою злочинністю та корупцією.
Викладав в Інституті міжнародних відносин Київського національного університету імені Тараса Шевченка, читав лекції у Дипломатичній академії України імені Геннадія Удовенка при МЗС України.
З 2006 року — Інституту Горшеніна, координатор Стратегічної Ради, старший партнер. Виступає з лекціями і доповідями в École Militaire, Національній асамблеї та Сенаті Франції, неодноразово давав інтерв'ю і експертні коментарі про ситуацію в Україні провідним французьким виданням, зокрема Le Monde, La Croix, La Tribune.
З серпня 2020 року — Надзвичайний і Повноважний Посол України у Франції.
З 23 листопада 2020 року — Постійний представник України при ЮНЕСКО за сумісництвом.
З 28 квітня 2021 року — Надзвичайний і Повноважний Посол України в Князівстві Монако за сумісництвом.

## Нагороди
- Орден «За заслуги» III ст. (20 липня 2025) — за вагомий особистий внесок у розвиток міждержавного співробітництва, консолідацію міжнародної підтримки суверенітету та територіальної цілісності України, плідну дипломатичну діяльність та високий професіоналізм[6].

## Дипломатичний ранг
- Надзвичайний і Повноважний Посол (2023)[7].